# Gatamekira
Singles de Taiyō to Ciscomoon
Tsuki to Taiyō
(1999) Uchū de La Ta Ta
(1999)
 Gatamekira  (ガタメキラ, pour Gotta Make it Love) est le 2e single du groupe de J-pop Taiyō to Ciscomoon, sorti en 1999.

## Présentation
Le single, écrit et produit par Tsunku, sort le 23 juin 1999 au Japon sous le label zetima, au format mini-CD de 8 cm, deux mois seulement après le précédent single du groupe, Tsuki to Taiyō. Il atteint la 6e place du classement de l'Oricon, et reste classé pendant 8 semaines, se vendant à 117 410 exemplaires durant cette période.
La chanson-titre figurera sur le premier album du groupe, Taiyo & Ciscomoon 1 qui sort quatre mois plus tard, puis sur la compilation Taiyō to Ciscomoon / T&C Bomber Mega Best de fin 2008. Elle sera reprise en 2003 par le groupe ZYX en "face B" de son single Iku ZYX! Fly High.
Le single contient, en plus de la version instrumentale de la chanson-titre, deux versions remixées de celle du précédent single du groupe, Tsuki to Taiyō. De la même manière, deux versions remixées de Gatamekira figureront sur le single suivant, Uchū de La Ta Ta, qui sort un mois plus tard.
Le clip vidéo de la chanson-titre figurera, avec ceux des autres singles, sur la vidéo intitulée All Taiyō to Ciscomoon / T&C Bomber qui sortira fin 2000.

## Liste des titres
1. Gatamekira  (ガタメキラ?)
2. Tsuki to Taiyō - sexy beam remix  (月と太陽...?)
3. Tsuki to Taiyō - more cool remix  (月と太陽...?)
4. Gatamekira (instrumental)  (ガタメキラ...?)